# Danh sách quốc gia châu Á theo GDP trên người 2009

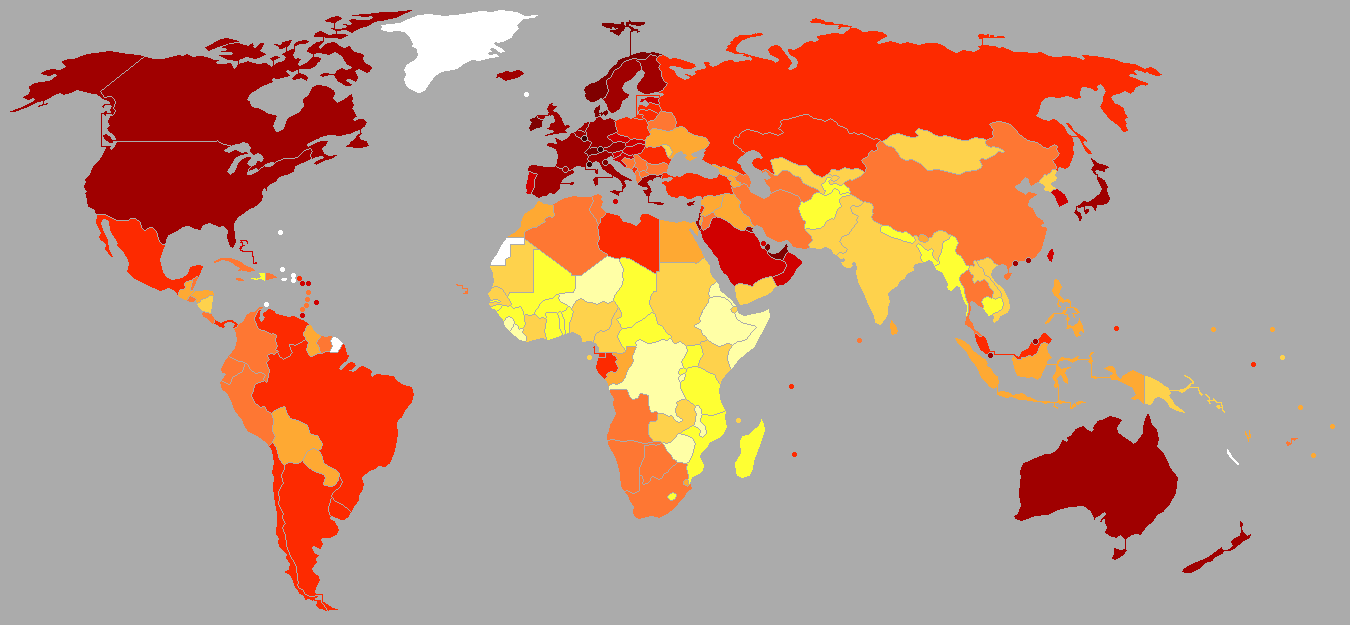
Các quốc gia theo GDP (danh nghĩa) trên người 2009 GDP.

Danh sách các quốc gia châu Á theo GDP trên người 2009 là bảng thống kê về GDP trên người 2009 của 51 quốc gia và vùng lãnh thổ thuộc châu Á. Ngoài 47 quốc gia độc lập, là thành viên của Liên Hợp Quốc, còn có các vùng lãnh thổ khác như: Hong Kong, Ma Cao, Đài Loan, Bắc Síp và Palestine. Trong danh sách này, Qatar là quốc gia có thu nhập bình quân trên người cao nhất châu Á, với 59.990 USD/người, tiếp sau là Nhật Bản với 39.740 USD/người, Singapore với 36.379 USD người. Quốc gia có thu nhập bình quân trên người thấp nhất châu Á năm 2009 là Nepal chỉ có 462 USD/người, xếp áp chót là Đông Timor với 499 USD/người.
Bảng thống kê được trích số liệu từ nguồn GDP trên người 2009 của Quỹ tiền tệ Quốc tế-IMF, những lãnh thổ hay quốc gia không được IMF thống kê, được bổ sung từ các nguồn Liên Hợp Quốc, Ngân hàng Thế giới-WB hay CIA Facebook.
| STT | Quốc gia                             | GDP trên người (USD) | Tỉ lệ GDP trên người 2012 so với Việt Nam (%) | Tỉ lệ GDP trên người 2012 so với Thế giới (%) |
| --- | ------------------------------------ | -------------------- | --------------------------------------------- | --------------------------------------------- |
| 1   | Trung Quốc                           | 3.735                | 349,72                                        | 26,79                                         |
| 2   | Nhật Bản                             | 39.740               | 3.720,97                                      | 285,08                                        |
| 3   | Ấn Độ                                | 1.032                | 96,63                                         | 7,40                                          |
| 4   | Hàn Quốc                             | 17.074               | 1.598,69                                      | 122,48                                        |
| 5   | Thổ Nhĩ Kỳ                           | 8.711                | 815,64                                        |                                               |
| 6   | Indonesia                            | 2.329                | 218,07                                        |                                               |
| 7   | Ả Rập Saudi                          | 14.745               | 1.380,62                                      |                                               |
| 8   | Iran                                 | 4.399                | 411,89                                        |                                               |
| 9   | Đài Loan                             | 16.372               | 1.532,96                                      |                                               |
| 10  | Các tiểu vương quốc Ả Rập thống nhất | 45.615               | 4.271,07                                      |                                               |
| 11  | Thái Lan                             | 3.941                | 369,01                                        |                                               |
| 12  | Malaysia                             | 6.950                | 650,75                                        |                                               |
| 13  | Singapore                            | 36.379               | 3.406,27                                      |                                               |
| 14  | Hong Kong                            | 29.803               | 2.790,54                                      |                                               |
| 15  | Israel                               | 26.874               | 2.516,29                                      |                                               |
| 16  | Philippines                          | 1.748                | 163,67                                        |                                               |
| 17  | Pakistan                             | 989                  | 92,60                                         |                                               |
| 18  | Iraq                                 | 2.108                | 197,38                                        |                                               |
| 19  | Kazakhstan                           | 3.930                | 648,88                                        |                                               |
| 20  | Qatar                                | 59.990               | 5.617,04                                      |                                               |
| 21  | Kuwait                               | 27.835               | 2.606,27                                      |                                               |
| 22  | Việt Nam                             | 1.068                | 100,00                                        |                                               |
| 23  | Bangladesh                           | 583                  | 54,59                                         |                                               |
| 24  | Oman                                 | 15.996               | 1.497,75                                      |                                               |
| 25  | Syria                                | 2.615                | 244,85                                        |                                               |
| 26  | Azerbaijan                           | 4.798                | 4.194,57                                      |                                               |
| 27  | Sri Lanka                            | 2.085                | 195,23                                        |                                               |
| 28  | Myanmar                              | 571                  | 53,46                                         |                                               |
| 29  | Uzbekistan                           | 1.176                | 110,11                                        |                                               |
| 30  | Macau                                | 39.500               | 3.698,50                                      |                                               |
| 31  | Lebanon                              | 8.951                | 838,11                                        |                                               |
| 32  | Yemen                                | 1.061                | 99,35                                         |                                               |
| 33  | Turkmenistan                         | 3.451                | 323,13                                        |                                               |
| 34  | Jordan                               | 4.199                | 393,17                                        |                                               |
| 35  | Bahrain                              | 19.817               | 1.855,52                                      |                                               |
| 36  | Síp                                  | 29.620               | 2.773,41                                      |                                               |
| 37  | Afghanistan                          | 501                  | 46,91                                         |                                               |
| 38  | Nepal                                | 462                  | 176,12                                        |                                               |
| 39  | Brunei                               | 25.386               | 2.376,97                                      |                                               |
| 40  | Gruzia                               | 2.450                | 229,40                                        |                                               |
| 41  | CHDCND Triều Tiên                    | 1.244                | 116,48                                        |                                               |
| 42  | Cambodia                             | 768                  | 71,91                                         |                                               |
| 43  | Mông Cổ                              | 1.551                | 145,23                                        |                                               |
| 44  | Palestine                            |                      |                                               |                                               |
| 45  | Armenia                              | 2.615                | 244,85                                        |                                               |
| 46  | Lào                                  | 886                  | 82,96                                         |                                               |
| 47  | Tajikistan                           | 667                  | 62,45                                         |                                               |
| 48  | Kyrgyzstan                           | 851                  | 79,68                                         |                                               |
| 49  | Đông Timor                           | 499                  | 46,72                                         |                                               |
| 50  | Bhutan                               | 1.881                | 176,12                                        |                                               |
| 51  | Maldives                             | 4.154                | 388,95                                        |                                               |